# عقرب سوطي سمبيري
عقرب سوطي سمبيري (الاسم العلمي: Thelyphonus semperi) هو نوع من العنكبوتيات يتبع جنس العقرب السوطي من الفصيلة العقارب السوطية.